# Erythrophleum succirubrum
Erythrophleum succirubrum är en ärtväxtart som beskrevs av François Gagnepain. Erythrophleum succirubrum ingår i släktet Erythrophleum och familjen ärtväxter. Inga underarter finns listade i Catalogue of Life.